# Mariano Messera
Mariano Messera (Posadas, Misiones, Argentina, 23 de febrero de 1978) es un exfutbolista argentino que jugó de centrocampista. Se desempeñó como mediocampista  en Gimnasia y Esgrima La Plata.

## Trayectoria
Debutó en Gimnasia y Esgrima La Plata, donde permaneció hasta el año 2002. Pasó por varios clubes de Argentina y por algunos del exterior. En junio de 2011 quedó libre tras finalizar su contrato con San Martín de San Juan, tras haber disputado doce partidos oficiales en los que consiguió un gol. En julio de 2012 arregla su contrato con Deportivo Moron. En enero de 2015 firma para el club bonaerense Barrio Traut de cara al Torneo Federal C.

## Clubes
| Club                        | País      | Año         | PJ (G)   |
| --------------------------- | --------- | ----------- | -------- |
| Gimnasia y Esgrima La Plata | Argentina | 1997 – 2002 | 160 (36) |
| Cruz Azul                   | México    | 2002        | 16 (1)   |
| Rosario Central             | Argentina | 2003 – 2004 | 59 (6)   |
| Catania                     | Italia    | 2004        | 5        |
| San Lorenzo de Almagro      | Argentina | 2005        | 18       |
| O'Higgins                   | Chile     | 2006        | 14 (3)   |
| Xanthi                      | Grecia    | 2006 – 2007 | 22 (3)   |
| Rosario Central             | Argentina | 2007 – 2008 | 20       |
| Gimnasia y Esgrima La Plata | Argentina | 2008 – 2010 | 44 (3)   |
| San Martín de San Juan      | Argentina | 2010 – 2011 | 12 (1)   |
| Deportivo Moron             | Argentina | 2012 – 2014 | 17 (2)   |
| Barrio Traut                | Argentina | 2015        |          |

### Como entrenador
- Actualizado hasta el  28 de agosto de 2021.

| Equipo                      | País      | Desde                   | Hasta                | Historial | Historial | Historial | Historial | Historial | Historial | Historial | Historial |
| Equipo                      | País      | Desde                   | Hasta                | PJ        | PG        | PE        | PP        | GF        | GC        | Dif.      | Efect.    |
| --------------------------- | --------- | ----------------------- | -------------------- | --------- | --------- | --------- | --------- | --------- | --------- | --------- | --------- |
| Gimnasia y Esgrima La Plata | Argentina | 28 de noviembre de 2020 | 29 de agosto de 2021 | 38        | 12        | 12        | 14        | 43        | 46        | -3        | 42.11%    |
| Total                       | Total     | Total                   | Total                | 38        | 12        | 12        | 14        | 43        | 46        | -3        | 42.11%    |

#### Estadísticas como técnico
| Equipo                                | Div.                 | Torneo                 | Estadísticas | Estadísticas | Estadísticas | Estadísticas | Estadísticas | Estadísticas | Estadísticas | Estadísticas | Estadísticas |
| Equipo                                | Div.                 | Torneo                 | PJ           | G            | E            | P            | GF           | GC           | DG           | Efectividad  | Puntos       |
| ------------------------------------- | -------------------- | ---------------------- | ------------ | ------------ | ------------ | ------------ | ------------ | ------------ | ------------ | ------------ | ------------ |
| Gimnasia y Esgrima La Plata Argentina | 1.ª                  |                        |              |              |              |              |              |              |              |              |              |
| Gimnasia y Esgrima La Plata Argentina | 1.ª                  | 2016-17                | 6            | 3            | 0            | 3            | 6            | 7            | -1           | 50%          | 9            |
| Gimnasia y Esgrima La Plata Argentina | 1.ª                  | Copa Argentina 2016-17 | 1            | 0            | 0            | 1            | 0            | 1            | -1           | 0%           | 0            |
| Gimnasia y Esgrima La Plata Argentina | 1.ª                  | Copa Maradona 2020     | 7            | 3            | 2            | 2            | 8            | 6            | +2           | 52.38%       | 11           |
| Gimnasia y Esgrima La Plata Argentina | 1.ª                  | Copa Argentina 2019-20 | 2            | 1            | 0            | 1            | 7            | 3            | +4           | 50%          | 3            |
| Gimnasia y Esgrima La Plata Argentina | 1.ª                  | Copa de LPF 2021       | 13           | 3            | 6            | 4            | 15           | 20           | -5           | 38.46%       | 15           |
| Gimnasia y Esgrima La Plata Argentina | 1.ª                  | 2021                   | 9            | 2            | 4            | 3            | 7            | 9            | -2           | 37.04%       | 10           |
| Gimnasia y Esgrima La Plata Argentina | Total                | Total                  | 38           | 12           | 12           | 14           | 43           | 46           | -3           | 42.11%       | 48           |
| Total en sus equipos                  | Total en sus equipos | Total en sus equipos   | 38           | 12           | 12           | 14           | 43           | 46           | -3           | 42.11%       | 48           |